# 상명대학교 학술정보관
상명대학교 학술정보관은 상명대학교의 정보관이다. 이전 명칭은 상명대학교 중앙도서관이다.
T관 경영경제대학관(밀레니엄관)과 A관 사범대학관 사이에 위치하고 있다.
온라인 서비스

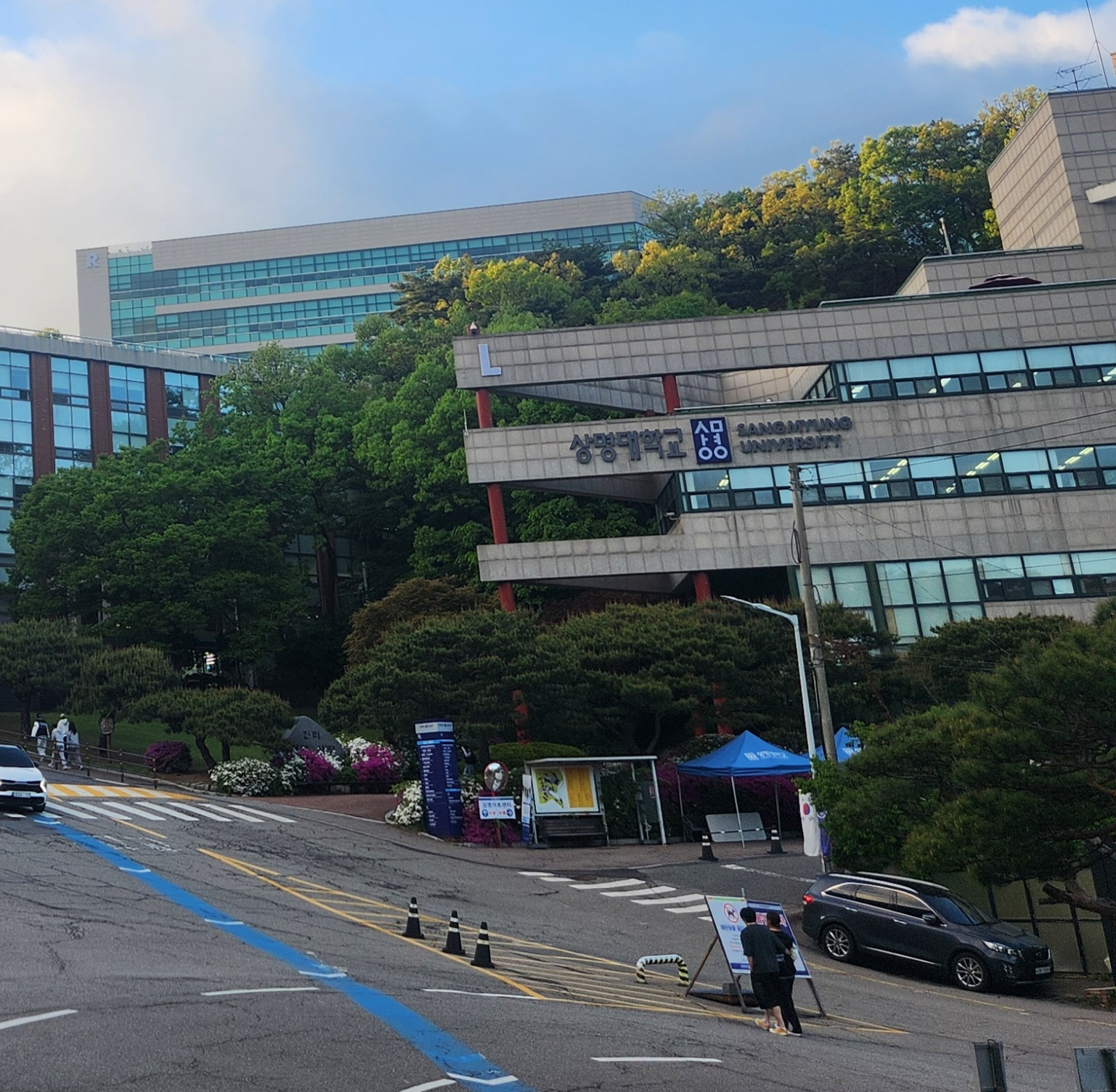
상명대학교 학술정보관 외관

• 상명대학교 서울캠퍼스 학술정보관 홈페이지
https://lib.smu.ac.kr/
• 상명대학교 천안캠퍼스 학술정보관 홈페이지
https://libnt.smuc.ac.kr/
• 상명대학교 학술정보관 Google play 앱
https://play.google.com/store/apps/ details?id=kr.ac.smcl.library
• 상명대학교 학술정보관 App Store 다운로드
https://apps.apple.com/kr/app/%EC%83%81%EB%AA%85%EB%8C%80%ED%95%99%EA%B5%90-%ED%95%99%EC%88%A0%EC%A0%95%EB%B3%B4%EA%B4%80/id1374121162
- 상명대학교 학술정보관 소식지 https://blog.naver.com/smuserial

## 층별 안내
| 층 | 구분                                                                   |
| -- | ---------------------------------------------------------------------- |
| 5F | 제2자료실 / 그룹스터디룸 II ~ IX                                       |
| 4F | 참고정간실 / 일반열람실 I ~ II                                         |
| 3F | 제1자료실 / 그룹스터디룸 I                                             |
| 2F | 디지털정보실 / 정보교육실 / 소회의실 / 학술정보지원팀 / 학술정보관장실 |
| 1F | 리딩라운지 / 라운지데스크 / 귀중본서고                                 |
| B1 | 보존서고                                                               |

## 연혁
| 1965 | 3월  | 자료실 개실 |
| 1971 | 3월  | 도서관 개관 |
| 1980 | 2월  | 도서관 신축, 개가제영 |
| 1994 | 3월  | 시청각교육센터 도서관 시청각교육과로 소속 및 명칭 변경 |
| 1994 | 5월  | 시청각교육과내 비디오라이브러리 설치 |
| 1994 | 11월 | 도서관 신축 (지하 1층, 지상 5층, 총 1,667평), 전체자료실 개가제로 운영 |
| 1996 | 6월  | 도서관 전산시스템 도입(AIMS I) |
| 1998 | 9월  | 멀티정보자료실 설치 |
| 2000 | 3월  | 웹기반 전산시스템 전환(AIMSⅡ) |
| 2000 | 9월  | 서울·천안 통합검색 시스템 구축(서지DB통합) |
| 2001 | 3월  | 동숭동자료실 설치 |
| 2001 | 9월  | 교내 원문검색시스템 구축 |
| 2002 | 12월 | 미디어정보실 설치(구 비디오라이브러리) |
| 2004 | 2월  | 시청각교육과 전자정보과로 조직 및 명치 변경 |
| 2004 | 3월  | 제주수련원 자료실 설치 |
| 2004 | 9월  | 책사랑 갤러리 설치 |
| 2005 | 2월  | 사서과-학술지원과, 열람과·전자정보과-학술정보과로 통합 조직 및 명칭 변경 |
| 2005 | 5월  | 임베디드 자료실 설치 |
| 2005 | 7월  | 도서관 전산시스템 교체(XMLAS), 통합형 전자도서관시스템 구축 |
| 2006 | 6월  | 음악대학자료실 설치 |
| 2006 | 8월  | 보존서고 설치 |
| 2006 | 10월 | 일반열람실 III 설치 |
| 2008 | 3월  | 학술지원과, 학술정보과를 학술정보지원팀, 학술정보팀으로 개편 |
| 2008 | 9월  | 귀중본 서고 설치 |
| 2012 | 2월  | 도서관 전산시스템 및 서버 교체(TULIP 2.0), 도서관 홈페이지 개편 |
| 2012 | 3월  | 도서관 리모델링 (통합안내데스크, 그룹스터디룸(Ⅰ～Ⅶ), 정보교육실 설치) 대출실(자료실Ⅰ.Ⅱ.Ⅲ)을 제1자료실 및 제2자료실로 명칭 변경 참고과제실, 정기간행물실을 참고정간실로 통합하여 명칭 변경 미디어정보실을 디지털정보실로 명칭 변경 책사랑갤러리 폐실 |
| 2012 | 7월  | 일반열람실 III 폐실 |
| 2014 | 7월  | 제주수련원 자료실을 대천수련원 자료실로 이관 설치 |
| 2015 | 2월  | 동승동자료실 폐실 |
| 2015 | 3월  | 미래백년관 일반열람실(미래열람실) 설치 |
| 2016 | 6월  | 도서관 전산시스템 업그레이드(TULIP 3.0) |
| 2016 | 7월  | 도서관에서 학술정보관으로 명칭 변경 |
| 2018 | 2월  | 홈페이지 리뉴얼 및 SpongeSpa 업그레이드 모바일 App 및 반응형 홈페이지 구축 시설관리시스템 Clicker 도입(스마트 도서관 구축) |
| 2018 | 7월  | 학술지원팀, 학술정보팀을 학술정보지원팀으로 통합 |
| 2019 | 3월  | 경영경제대학관 공동학습실(Collaborative Learning Park) 설치 |
| 2022 | 8월  | 미래백년관 일반열람실(미래열람실) 폐실 |

## 그룹스터디룸•CLP

### 이용자격
- 본 대학교 재학생(학부, 대학원생) 및 교직원

### 이용시간
| 구분   | 구분          | 이용시간    |
| ------ | ------------- | ----------- |
| 학기중 | 평일          | 09:00~21:00 |
| 학기중 | 토요일·공휴일 | 휴실        |
| 방학중 | 평일          | 09:00~17:00 |
| 방학중 | 토요일·공휴일 | 휴실        |

### 이용방법: 온라인 예약제

#### 예약처
- 학술정보관홈페이지 또는 앱 ‘상명대학교학술정보관’

#### 예약 수칙
- 예약: 사용일 7일 전부터 가능
- 예약자: 대표자가 예약(동반자는 ID만 입력)
- 예약 횟수 제한: 1일 1회(동반자 포함)
- 사용시간(연장): 1시간~3시간(예약이 없는 경우 1시간 연장 가능)
- 예약 인원

| 구분            | 건물             | 호실                   | 호실명           | 최소인원~최대 인원 |
| --------------- | ---------------- | ---------------------- | ---------------- | ------------------ |
| 그룹스터디룸    | 학술정보관       | L205                   | 소회의실         | 4명~12명           |
| 그룹스터디룸    | 학술정보관       | L302 (제1자료실내)     | 그룹스터디룸 1   | 4명~12명           |
| 그룹스터디룸    | 학술정보관       | L502 (제2자료실내)     | 그룹스터디룸 2   | 4명~10명           |
| 그룹스터디룸    | 학술정보관       | L503~L508              | 그룹스터디룸 3~8 | 3명~6명            |
| 그룹스터디룸    | 학술정보관       | L509                   | 그룹스터디룸 9   | 4명~10명           |
| 공동학습실(CLP) | 경영 경제 대학관 | T003 [공동학습실(CLP)] | Cabin 1~3        | 3명~6명            |
| 공동학습실(CLP) | 경영 경제 대학관 | T003 [공동학습실(CLP)] | Cabin 4~5        | 4명~8명            |
| 공동학습실(CLP) | 경영 경제 대학관 | T003 [공동학습실(CLP)] | Pavilion 1~3     | 3명~6명            |
| 공동학습실(CLP) | 경영 경제 대학관 | T003 [공동학습실(CLP)] | Patio 1~2        | 3명~6명            |

- 사용인증(승인): 예약대표자가 예약시간 30분경과 전까지 앱'상명대학교학술정보관'에서 QR코드로 사용인증(자료실에 사용 승인 요청 가능)
- 위약 취소: 사용 인증(사용 승인)이 안 된 경우 자동취소
- 위약 제재: 위약취소일부터 7일간 예약 불가(예약자 전원)

#### 사용 수칙
- 그룹스터디실 운영 목적에 맞게 사용
- 사용 중 부주의로 인한 시설물 손•망실에 대해서는 이용자가 변상
- 음식물 반입 금지
- 사용 후 정리정돈

## 학술정보관 둘러보기
https://lib.smu.ac.kr/Common?html=/Users/Smul/Docs/info_lookround_01.cshtml

## 같이 보기
상명대학교
상명대학교 문헌정보학과
상명대학교 사범대학 부속초등학교
상명대학교 사범대학 부속여자중학교
상명대학교 사범대학 부속여자고등학교